# Гамлін (Мен)
Гамлін (англ. Hamlin) — місто (англ. town) в США, в окрузі Арустук штату Мен. Населення — 166 осіб (2020).

## Демографія
Згідно з переписом 2010 року, у місті мешкало 219 осіб у 96 домогосподарствах у складі 68 родин. Було 124 помешкання
Расовий склад населення:
| - 94,1 % — білих - 3,2 % — азіатів - 0,5 % — корінних американців |

До двох чи більше рас належало 2,3 %. Частка іспаномовних становила 0,0 % від усіх жителів.
За віковим діапазоном населення розподілялося таким чином: 15,5 % — особи молодші 18 років, 52,1 % — особи у віці 18—64 років, 32,4 % — особи у віці 65 років та старші. Медіана віку мешканця становила 54,8 року. На 100 осіб жіночої статі у місті припадало 95,5 чоловіків;  на 100 жінок у віці від 18 років та старших — 92,7 чоловіків також старших 18 років.
Середній дохід на одне домашнє господарство  становив 60 608 доларів США (медіана — 53 281), а середній дохід на одну сім'ю — 77 236 доларів (медіана — 61 250). Медіана доходів становила 53 214 долари для чоловіків та 26 250 доларів для жінок. За межею бідності перебувало 13,7 % осіб, у тому числі 25,0 % дітей у віці до 18 років та 14,5 % осіб у віці 65 років та старших.
Цивільне працевлаштоване населення становило 70 осіб. Основні галузі зайнятості: науковці, спеціалісти, менеджери — 20,0 %, освіта, охорона здоров'я та соціальна допомога — 18,6 %, будівництво — 12,9 %, сільське господарство, лісництво, риболовля — 12,9 %.